# Yūji Kishi
Pour les articles homonymes, voir Kishi (homonymie).
Yūji Kishi (岸 祐二, Kishi Yūji) est un acteur japonais né le 28 septembre 1970 à Tokyo. Il commence sa carrière de comédien en 1996 dans le super sentai Gekisō Sentai Carranger où il incarne Kyôsuke Jinnai (Red Racer),. Il devient ensuite un seiyū relativement important dans les animes et jeux vidéo. Il est notamment connu pour avoir prêté sa voix pour le personnage de Street Fighter, Ken Masters,.

## Doublages

### Jeux vidéo
- Ken Masters
  - 1999 - Street Fighter III: 3rd Strike - Fight for the Future
  - 1999 - SNK vs. Capcom: The Match of the Millennium
  - 2000 - Capcom vs. SNK: Millennium Fight 2000
  - 2000 - Capcom vs. SNK 2: Mark of the Millennium 2001
  - 2008 - Street Fighter IV
  - 2010 - Super Street Fighter IV
  - 2012 - Street Fighter X Tekken
  - 2012 - Project X Zone
  - 2015 - Project X Zone 2
  - 2016 - Street Fighter V
  - 2018 - Super Smash Bros. Ultimate

- 1999 - JoJo's Bizarre Adventure: Heritage for the Future : N'Doul
- 2001 - Crash Bandicoot : La Vengeance de Cortex : Crunch Bandicoot
- 2002 - GioGio's Bizarre Adventure : Polpo, Formaggio
- 2003 - Crash Nitro Kart : Crunch Bandicoot
- 2003 - Onimusha: Blade Warriors : Keijiro Maeda
- 2004 - Suikoden IV : Lord Vingerhut, Ramada
- 2008 - Tales of Symphonia: Dawn of the New World : Hawk
- 2018 - Super Smash Bros. Ultimate : Mii Brawler, Mii Swordfighter, Mii Gunner

### Animations
- 1998 - Power Rangers : Dans l'espace : Dark Specter
- 1999 - Hunter × Hunter : Kastro, Gozu, Kite, Pietro
- 2000 - Yu-Gi-Oh! Duel Monsters : Tetsu Ushio
- 2001 - I My Me! Strawberry Eggs : Hibiki Amawa
- 2001 - Maetel Legend : Brant
- 2004 - Desert Punk : Shimada
- 2005 - Final Fantasy VII: Advent Children : Yazoo
- 2005 - Tsubasa Tokyo Révélations : Fuma
- 2007 - Appleseed Ex Machina : Tereus
- 2007 - Kyōshirō to towa no sora : Sojiro Ayanokoji
- 2007 - Les Misérables: Shoujo Cosette : Enjolras
- 2008 - Batman : L'Alliance des héros : Le maître de musique (Music Meister)
- 2009 - Pokémon : Arceus et le Joyau de la vie : Kevin
- 2009 - Street Fighter IV: The Ties That Bind : Ken Masters